# كوني راي
كوني راي (بالإنجليزية: Connie Ray)‏ هي ممثلة أمريكية، ولدت في 10 يوليو 1956 في الولايات المتحدة.

## أعمال

### أفلام
- (1996) سبيس جام[2]
- (1997)  تحكم أوتوماتيكي للسرعة[3]
- (1999) ستيوارت ليتل[4][5]
- (2002) عن شميدت[6]
- (2005) أميرة الثلج[7][8]
- (2005) شكرا لك على التدخين[9]

### مسلسلات
- اسمي إيرل
- تشريح غراي

## وصلات خارجية
- كوني راي على موقع IMDb (الإنجليزية)
- كوني راي على موقع ألو سيني (الفرنسية)
- كوني راي على موقع أول موفي (الإنجليزية)
- كوني راي على موقع قاعدة بيانات برودواي على الإنترنت (الإنجليزية)
- كوني راي على موقع قاعدة بيانات الأفلام السويدية (السويدية)
- كوني راي على موقع قاعدة بيانات الفيلم (الإنجليزية)
- كوني راي على موقع كينوبويسك (الروسية)